# Sajtóreferens

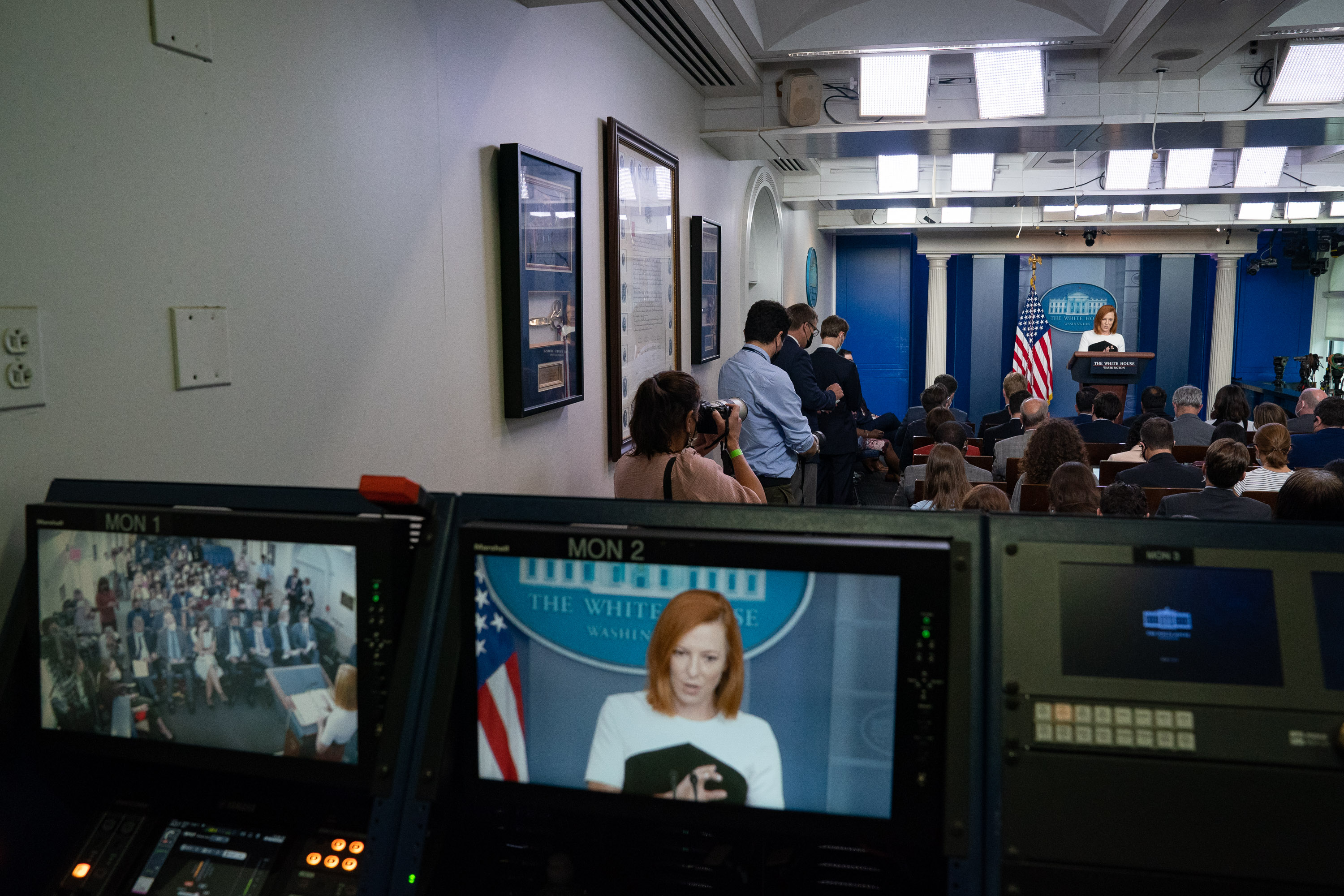
Jen Psaki, a Fehér Ház sajtóreferense tájékoztatót tart 2021. szeptember 22-én

A sajtóreferens egy szervezet/cég/intézmény külső kommunikációját szervezi a médiában való megjelenéseken keresztül. Kialakítja és folyamatosan ápolja a szervezet sajtókapcsolatait. Naprakész sajtólistát vezet a szervezet tevékenysége iránt érdeklődő helyi, regionális és országos sajtóorgánumokról. Szervezi a nyilatkozatokat, interjúkat, gondoskodik arról, hogy a főbb, előre meghatározott üzenetek a médián keresztül eljussanak a kívánt célcsoporthoz. Sajtótájékoztatókat, sajtóeseményeket szervez, sajtóközleményt ír, sajtóanyagot állít össze, információkkal segíti az újságírók munkáját. Figyelemmel kíséri a médiában a szervezetről és annak vezetőiről megjelent híreket, cikkeket, híradásokat. Sajtómegjelenéseket generál a problémás kérdések tisztázására és amennyiben  szükséges, sajtóhelyreigazítást kér. Tevékenységével hozzájárul ahhoz, hogy a szervezetről a megfelelő kép alakuljon ki a közvéleményben.

## Sajtóreferensek
Megyei Jogú Városi Polgármesteri Hivatalok sajtóreferensei
- Békéscsaba - Botyánszky Mária sajtóreferens
- Debrecen - Lövei Tünde sajtóreferens
- Dunaújváros - Fábos Zsolt sajtóreferens
- Eger - Koczka József médiareferens
- Győr - Domanyik Eszter szóvivő, kommunikációs referens
- Hódmezővásárhely - Göbl Vilmos sajtóreferens
- Kaposvár - Polgárdi Erika sajtóreferens
- Kecskemét - Dr. Csabai Lili titkársági csoportvezető, vezető tanácsos
- Miskolc - Veres László sajtóreferens, szóvivő
- Nyíregyháza - Csisztu Csilla sajtóreferens
- Pécs - Gáll Orsolya sajtóreferens
- Salgótarján - Gyurkó Péter sajtóreferens
- Sopron - Kuslics Balázs sajtóreferens
- Szeged - Vécsey Ágnes sajtófőnök
- Szekszárd - Berlinger Attila kommunikációs referens
- Székesfehérvár - Stettler Zsuzsanna sajtóreferens
- Szolnok - Pókász Endre sajtóreferens
- Szombathely - Pesthy Zsuzsanna kommunikációs referens
- Tatabánya - Balogh Ibolya sajtóreferens
- Veszprém - Horváth György sajtóreferens, szóvivő
- Zalaegerszeg - Szényi Krisztina kommunikációs szakreferens